# Gusten Wickberg
Gusten Wickberg, född 2013, är en svensk barnskådespelare.
Gusten Wickberg påbörjade sin utbildning vid Kulturama grundskola där han går musikalinriktning år 2024. På teaterscenen har han bland annat medverkat i Teater Bristols uppsättning av Spöket Laban där han spelade Lillprins Bus. Han har även spelat huvudrollen som Emil i Stockholms friluftsteaters uppsättning av Emil i Lönneberga sommarteater. Han har även medverkat i Disney+-produktion Koka björn och spelar huvudrollen som Clint i SVT:s julkalender 2025.

## Filmografi (i urval)
- 2025 – Koka björn (TV-serie)
- 2025 – Tidstjuven (TV-serie)